# Hellcats
Hellcats —en español: «Gatos infernales»—, es una serie de televisión estadounidense de drama emitida en The CW en los Estados Unidos a partir del 8 de septiembre de 2010 al 17 de mayo de 2011. Basado en el libro Cheer: Inside the Secret World of College Cheerleaders por periodista Kate Torgovnick, la serie se centra en las vidas de las porristas universitarias, principalmente Marti Perkins (Aly Michalka), una estudiante universitaria que se unió al equipo de porristas, los Hellcats, para obtener la beca atlética que necesita. El reparto principal también incluye a Ashley Tisdale, Robbie Jones, Heather Hemmens, Matt Barr, Gail O'Grady, y Sharon Leal.
En mayo de 2010, Hellcats había sido elegido por The CW para la temporada de otoño 2010–11. Inicialmente con una orden de 13 episodios, The CW transmitió la serie después de America's Next Top Model los miércoles por la noche. El episodio piloto se emitió el 8 de septiembre de 2010 y se convirtió en el primer estreno que coincide o se basa en un avance de America's Next Top Model desde que The CW comenzó en 2006. Posteriormente, The CW dio un pedido de una temporada completa, con los ejecutivos diciendo que estaban "encantados de que valió la pena para nosotros". El 17 de mayo de 2011, The CW anunció que Hellcats no se renovarían.
Hellcats ha sido descrito como "Election une a Bring It On" por críticos. Recibió críticas mixtas durante su primera temporada, y obtuvo una nominación de los People's Choice Awards.

## Argumento
Hellcats sigue la historia de Marti Perkins (Alyson Michalka), una joven estudiante de Derecho en la Universidad Lancer de Memphis, Tennessee. Aparte de los estudios, pasa la mayor parte de sus días observando el mundo desde su privilegiada posición, lidiando con su madre financieramente inestable y a veces irresponsable, Wanda Perkins y con su mejor amigo, Dan Patch. Pero cuando Marti pierde su beca, no tiene otra opción que unirse al equipo de porristas de la universidad, los Hellcats, uno de los equipos de animadores más importantes del país, quienes están pasando por un momento muy complicado, esforzándose en recuperar su prestigio o sus días de éxito se habrán acabado por completo. Entrenados por Vanessa, quien llevó a los Hellcats a su gloria nacional hace ya 10 años, este equipo podrá tener oportunidad de recuperar su estatus. Este será el principal objetivo de Savannah Monroe (Ashley Tisdale), la capitana de los Hellcats, quien tiene una pasión inigualable por el mundo de los animadores. 
Marti se convertirá en la nueva compañera de habitación de Savannah, quien además de sustituir a Alice en su puesto de animadora, parece que también tratara de obtener un lugar en el corazón de Lewis Flynn, un exjugador de fútbol americano y actual base del equipo de animadores.

## Personajes Principales
Savannah Monroe (Ashley Tisdale): capitana de los Hellcats, se describe como «una chica energética» con una intensidad feroz. Savannah proviene de una familia de clase media alta, muy religiosa. Después de una pelea con su familia, dejó la universidad a la que asistía, Memphis Christian, y se transfirió a Lancer.
Inicialmente tiene enfrentamientos con Marti, pero se da cuenta de que ella tiene lo que los Hellcats necesitan para ganar el campeonato y vota a su favor cuando el equipo tiene que buscar una nueva voladora después de la lesión de la muñeca de Alice. Ellas se hacen mejores amigas al instante. Marti la ayuda en su relación con Dan, ya que Savannah es muy inexperta en el amor. 
Marti Perkins (Alyson Michalka): Se la describe como perversamente inteligente y responsable, también sarcástica. Se une a los Hellcats a fin de tener la oportunidad de continuar su educación en la carrera de derecho después de que perdiera su beca. Su mejor amigo es Dan y es la compañera de cuarto de Savannah. Es medio hermana de Deidre Perkins.
Wanda Perkins (Gail O'Grady): Madre de Marti, una señora fiestera que nunca maduró, sus errores en el pasado han humillado públicamente a su hija. Le encanta el alcohol. Trabaja en un puesto de bajo nivel en un pub de la universidad.
Alice Verdura (Heather Hemmens): Integrante de los Hellcats, peligrosamente narcisista, se ve temporalmente sustituida por Marti debido a una lesión. Su muñeca fracturada no será un impedimento a la hora de utilizar sus maldades para impedir que Marti la reemplace en el equipo. Pronto deja eso atrás y sigue con su vida, se pone de novia con Jake Harrow, el mariscal de campo de Lancer Football. 
Lewis Flynn (Robbie Jones): es una de las bases de los Hellcats, es tolerante, tranquilo y un apasionado de la acción. Se vio obligado a entrar a los Hellcats, ya que necesitaba una beca. Alguna vez fue una estrella en el equipo de fútbol americano de Lancer, pero renunció cuando descubrió un escándalo de jugadores quienes recibían dinero por parte de la universidad. Fue novio de Alice durante muy poco tiempo, luego siente una fuerte atracción por Marti, con la cual comienza una relación.
Dan Patch (Matt Barr): Un chico sexy, mejor amigo de Marti, descrito como una persona abierta, que nunca tiene miedo de decir algo o defender a los demás. También es serio cuando la situación lo requiere. El siente un amor enorme por Marti y Marti por él, pero ambos prefieren ocultarlo y olvidarse de ello hasta que un día se dan cuenta de que se aman, pero el único que lo admite es Dan ya que Marti siente miedo de que él la abandone. Dan se aleja de Marti y se enamora perdidamente de Savannah. En ella descubre un amor más grande de lo que sentía hacia Marti.  
Vanessa Lodge (Sharon Leal): una antigua Hellcat, actual entrenadora del equipo. Tiene enfrentamientos con Red Raymond, el entrenador de fútbol, quien fue su primer amor. Su puesto corre peligro si los Hellcats no logran clasificarse en la competición nacional, gracias a Marti esta peligro disminuye.

### Personajes recurrentes
Red Raymond (Jeff Hephner): el entrenador de fútbol de los Lancer que comparte un pasado romántico con Vanessa.
Deirdre Perkins (Amanda Michalka): media hermana de Martí.
Derrick Altman (D. B. Woodside): un médico que trabaja en la Universidad Lancer y ahora es novio de Vanessa.
Bill Marsh (Aaron Douglas): director atlético de la universidad, quien está involucrado en un escándalo por "pago por juegos" con jugadores a quienes podrían suspender las becas de la universidad (incluidos los Hellcats).
Morgan Pepper (Craig Anderson): es un estudiante de derecho y compañero de clases de Martí. Ellos se hacen amigos, uniéndose a ella para resolver un caso legal presentado por su maestra.
Julian Parrish (Gale Harold): Profesor de derecho de Marti.
Charlotte Monroe (Emma Lahana): hermana menor de Savannah. Capitana de los Cyclones, el equipo de porristas de la antigua escuela de Savannah y rival de los Hellcats.
Darwin (Jeremy Wong): base de los Hellcats, se le describe como un guapo asiático y abiertamente gay.
Kathy Kurowski (Magda Apanowicz): miembro de los Cyclones, generalmente llamada "Nasty Kathy".
Jake Harrow (Ryan Kennedy): mariscal de campo de Lancer Football y novio de Alice.

## Distinciones
Hellcats recibió su primera nominación en los People's Choice Awards 2011 en la categoría Favorite New TV Drama, que no pudo materializarse en premio en la gala celebrada el 5 de enero de 2011 con la presencia de Ashley Tisdale y Aly Michalka.

## Producción

### Desarrollo
| A través de este libro hemos sido capaces de entender que hay todo un mundo aquí que no había sido aprovechado y Kevin Murphy pudo entrar y darle vida y crear este universo de estos personajes. Creo que es una gran historia. Creo que hay mucho corazón. Creo que hay mucha lucha de todos nuestros personajes, sobre todo nuestro ejemplo y su camino y su búsqueda de su identidad y de lo que va a hacer con su vida. Me acabo de enterar que interesante. —Tom Welling |

Hellcats está basada en el libro Cheer: Dentro del mundo de los porristas universitarios por la periodista Kate Torgovnick y la serie ha sido descrita como «Elección conoce a Bring It On. El actor Tom Welling se asoció con Kevin Murphy para producir ejecutivamente la serie, a la que se dio inicialmente el nombre de Cheer. El episodio piloto fue escrito por Murphy y dirigida por Allan Arkush. El 18 de mayo de 2010, The Hollywood Reporter, Variety y Entertainment Weekly informó que The CW Television Network había recogido la serie para la temporada televisiva 2010-2011 y confirmó que Paul Becker sería el coreógrafo de la serie. El personaje de Tisdale originalmente fue llamado Sierra Sloan pero se renombró Savannah Monroe en la presentación a prensa.
Durante la presentación de su calendario de la temporada 2010-2011 el 21 de mayo de 2010, The CW confirmó oficialmente la recogida de la serie y su intención de transmitir Hellcats después de America's Next Top Model el miércoles por la noche. TV Guide informó que Ashley Tisdale es la mejor pagada del reparto, ganando 30 000 dólares por episodio durante la primera temporada de la serie.
Durante la conferencia de prensa 2010 de la Television Critics Association en Los Ángeles el 29 de julio de 2010, el productor Murphy dijo que la serie «se inspiró en las películas de deportes aspiracionales de la década de 1980 como Breaking Away, Vision Quest, y Flashdance», y añadií que «Hellcats es un espectáculo tanto para los optimistas como para las personas que están interesadas en aprender el oficio». El productor Welling dijo que se sintió atraído por la serie, principalmente por el guion, y él también sintió que el mundo de las cheerleaders aún no se ha aprovechado en televisión. Cuando se le preguntó por qué tomó Hellcats, The CW respondió diciendo que la serie es «uno de los de abajo», y le gusta los grandes valores de producción.
El rodaje del episodio piloto tuvo lugar en Vancouver, Canadá, del 13 al 21 de abril de 2010 El rodaje de los próximos episodios de la primera temporada comenzó el 14 de julio en Vancouver. El elenco tuvo dos semanas de ensayo para el episodio piloto, pero después de la temporada de otoño de la serie recogida, solo tendrá una semana para ensayar los números de baile de cada episodio. La actriz y coreógrafa Debbie Allen (Fame) dirigió el episodio Pledging My Love.
The CW intentó romper la marca Guinness World Records para el «Baile más grande de animación» en un solo lugar, invitando a escuadrones de porristas para participar en un baile coreográfico de cinco minutos de las Hellcats en septiembre de 2010. Sin embargo, la marca no se rompió, ya que no había suficientes animadoras presentes.

### Casting

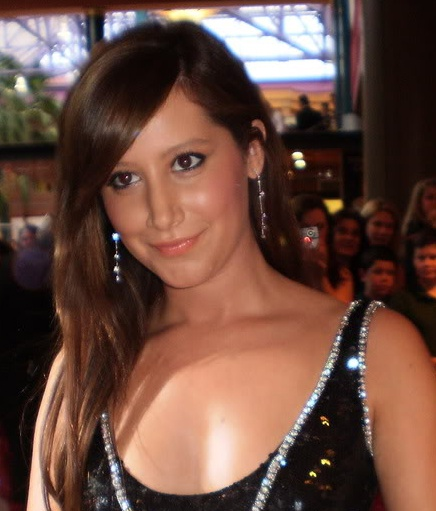
Sobre por qué eligió a Tisdale, Murphy dijo que ella puede «contener varios colores en la misma paleta."

El 8 de marzo de 2010, The Hollywood Reporter anunció que Aly Michalka y Gail O'Grady serían las primeras actrices en ser contratadas para la serie. Michalka desempeñaría el papel principal como Marti Perkins, una joven universitaria que decidió unirse a la Hellcats, y O'Grady sería encargada de caracterizar a Wanda Perkins, la madre de Marti en la serie. El sitio más tarde anunció que la actriz Ashley Tisdale fue contratada como Savannah Monroe (entonces conocida como Sierra Sloane), la furiosamente intensa capitana de los Hellcats.
Matt Barr fue elegido como Dan Patch, un mujeriego que tranquilamente suspira por Marti. El 5 de abril de 2010, The Hollywood Reporter y Variety informaron actores que los Robbie Jones y Heather Hemmens serían contratados. Jones podría representar al protagonista masculino, un porrista «base» que se enamora de Marti y Hemmens se encargaría de interpretar a un animador dado de baja por una lesión en la muñeca. El 8 de abril de 2010, The Hollywood Reporter informó que la actriz Sharon Leal tomaría el papel de Vanessa Lodge, una ex estrella Hellcat y que hoy se desempeña como entrenador de la escuadra. Elena Esovolva fue elegida como Patty The Wedge Wedgerman, una animadora lesbiana y base del equipo.
El 14 de abril de 2010, se anunció que Ben Browder fue contratado como Red Raymond, entrenador de fútbol de la Universidad de Lancer. El 21 de mayo de 2010, sin embargo, se anunció que Browder ya no representaría a Raymond, a pesar de que ya se habían grabado escenas para el episodio piloto. Su papel estaba siendo reaudicionado y también posiblemente reestructurado. El papel de Raymond más tarde se le dio a Jeff Hephner. El 13 de julio, un día antes del comienzo del rodaje, DB Woodside fue elegido como Derrick Altman, «un médico joven y guapo que se encarga de las animadoras Hellcats".
El productor Kevin Murphy confirmó que Gale Harold sería estrella invitada en la serie como uno de los profesores de derecho de Marti. Michalka agregó que Harold aparecería en el tercer episodio de la primera temporada y tendría una colaboración de varios episodios. A finales de noviembre de 2010, Amanda Michalka fue tomada en un papel recurrente para retratar a una chica que trabaja en una tienda de discos cerca de la Universidad Lancer que se hace amiga de Marti. Camille Sullivan fue introducido en el equipo de apoyo en febrero de 2011 para retratar a la exesposa de Red Reymond.
El 18 de enero de 2011, se anunció que Esovolova no regresaría al programa. Michalka ha dicho que era difícil para los escritores incorporar sus historias con los demás.

### Música
Durante la conferencia de prensa 2010 de la Television Critics Association celebrada en Los Ángeles el 29 de julio de 2010, a las protagonistas Michalka y Tisdale se les preguntó acerca de la idea de cantar en el programa. Afirmaron que planean mantener sus carreras musicales separadas de la serie, aunque Michalka admitió que cantaba en el cuarto episodio. Además, la banda de Michalka 78violet grabó «Belong Here», que sirvió como tema para Hellcats. Más tarde fue lanzado en las tiendas digitales.
El productor ejecutivo Kevin Murphy confirmó en una entrevista que la banda sonora sería liberada de la serie, lo que incluiría el tema y otras canciones grabadas para la serie. Más tarde añadió: «Así que estamos construyendo una biblioteca de material. Una vez que tengamos suficiente, vamos a ponerlo en iTunes y, definitivamente, hacer un álbum de banda sonora.» Canciones incluidas en la serie incluyen The Letter originalmente por The Box Tops, Brand New Day de  Sting, Tempted de Squeeze y el éxito de The Go-Go We Got The Beat. La cantante canadiense Fefe Dobson grabó Rockstar, una canción exclusiva para la serie que se tocó en el episodio «A World Full of Strangers». Sin embargo, Rockstar, fue lanzado en última instancia del álbum iTunes Deluxe Edition de Dobson Joy. Según lo prometido previamente por Murphy, un EP digital con cinco de las canciones grabadas para la serie fue lanzado el 30 de noviembre de 2010, a través de Warner Bros. Records.
La primera temporada de Hellcats también incluye actuaciones en directo de músicos invitados, entre ellos Hey Monday, Faber Drive, Fefe Dobson, 3OH!3 con Ashley Tisdale, Elise Estrada y Ciara.